# Dmitrij Vasil'evič Grigorovič
Dmitrij Vasil'evič Grigorovič, in russo Дмитрий Васильевич Григорович? (Ul'janovsk, 19 marzo 1822 – San Pietroburgo, 3 gennaio 1900), è stato uno scrittore russo esponente del movimento slavofilo, fondato da Chomjakov e Kireevskij, autore sia in Prosa sia di opere teatrali, poco noto nel resto dell'Europa.

## Biografia
Orfano di padre, venne educato e formato culturalmente inizialmente dalla madre e dalla nonna di origine francesi e solo grazie ai domestici russi imparò questa lingua.
La sua grande applicazione negli studi gli consentirono di proseguire il percorso di studi, dapprima in un collegio francese a Mosca, fino ad arrivare all'Università di Pietroburgo alla facoltà di ingegneria.
Grazie alla sua passione letteraria riuscì a conoscere e a stringere amicizia con illustri scrittori, quali Dostoevskij e Nekrasov.
Fu proprio quest'ultimo a spingerlo verso la scrittura, anche perché Grigorovič non riuscì a perfezionarsi nella pittura, sua altra grande passione, a causa di un difetto alla vista.
Le sue prime opere furono impregnate di un gusto umoristico, su uno sfondo realistico, come ad esempio in Suonatori di organetto di Pietroburgo.
Grazie alla collaborazione con la rivista Gli annali patri, pubblicò un racconto voluminoso, intitolato Il villaggio o la campagna, incentrato sulla esistenza dei contadini.

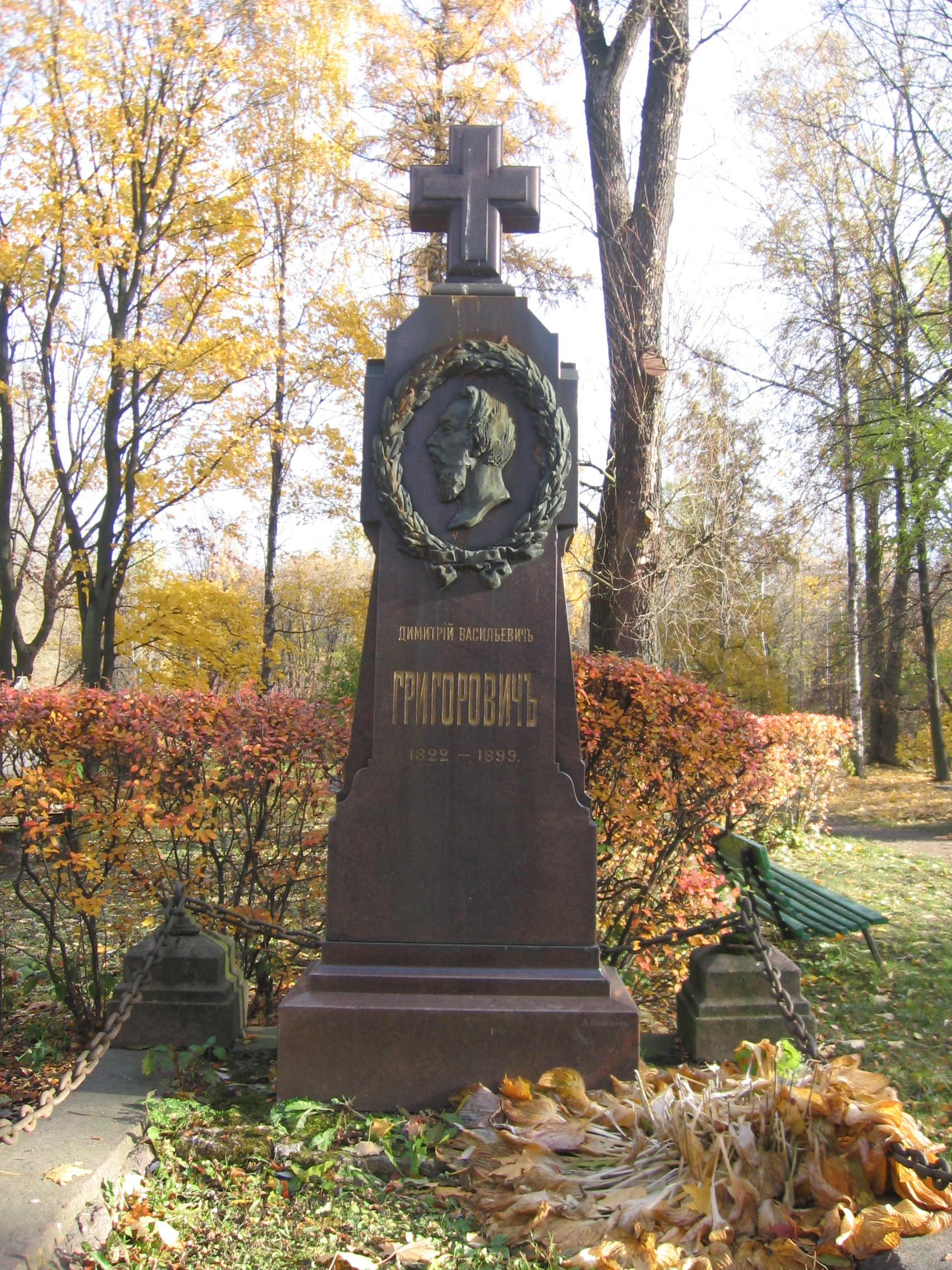
Tomba.

Se la critica letteraria non recensì positivamente questo lavoro, il successivo intitolato Antonio il disgraziato ottenne grandi consensi, pur affrontando lo stesso tema, quello della servitù della gleba.